# Schairerite
La schairerite è un minerale.